# 정지원 (1985년)
정지원(鄭智媛, 1985년 6월 20일~)은 대한민국의 아나운서이다. KBS 아침뉴스타임, 남북의 창의 진행자를 맡고 있다.

## 학력
- 2001년~2004년: 명덕외국어고등학교 중국어과(10회 졸업)
- 2004년~2008년: 연세대학교 신문방송학과 학사(2004학번)

## 경력
- 2008년: 조선일보 기자
- 2009년: OBS 아나운서
- 2010년~2011년: KBS N 스포츠 아나운서
- 2011년: KBS 제38기 공채 아나운서
- 2011년 11월~2012년 12월: KBS청주방송총국 아나운서 지역근무
- 2012년 12월: 본사 아나운서실 복귀
- 2019년 4월: 배우자 남편 소준범 영화감독과 결혼, 소진세 회장의 교촌 며느리가 됨
- 2020년 1월: 득남
- 2022년 8월: 둘째출산
- 2023년 4월: 출산후복직

## 홍보대사
- 2016년: 국토교통부 녹색건축 홍보대사
- 2016년: 한국청소년활동진흥원 청소년행복캠페인 홍보대사

## 진행

### TV
| 연도      | 방송사   | 제목                            | 담당        | 진행 기간                                            | 비고                                                                                       |
| --------- | -------- | ------------------------------- | ----------- | ---------------------------------------------------- | ------------------------------------------------------------------------------------------ |
| 2010      | OBS      | 건강버라이어티 올리브           | 진행        |                                                      |                                                                                            |
| 2010      | OBS      | 생방송 투유                     | 리포터      |                                                      |                                                                                            |
| 2011      | KBS2     | 여유만만                        | 출연        | 2011년 9월 19일                                      | 《2011 신입 아나운서 시험 합격의 비결!》- 37기 공채 아나운서                               |
| 2015      | KBS2     | 여유만만                        | 패널        |                                                      |                                                                                            |
| 2012      | KBS청주1 | 아름다운 충북 아름다운 사람들   | 진행        | 2012년 3월 7일~2012년 12월 28일                      | 청주총국 지역근무 진행 당시                                                                |
| 2013      | KBS1     | TV비평 시청자데스크             | 특별출연    | 2013년 3월 2일                                       | 공사창립특집(경북 울릉군 울릉도 지역 송출 현장 탐방)                                       |
| 2013      | KBS1     | 도전! 골든벨                    | MC          | 2013년 1월 6일~2013년 10월 27일                      | 653회 서울 동대문구 대광고(90대 한종현) ~ 694회 서울 노원구 경기기계공고                   |
| 2013      | KBS1     | 도전! 골든벨                    | 특별출연    | 2013년 12월 29일                                     | 703회(왕중왕 특집) 2013 왕중왕전                                                           |
| 2013      | KBS2     | 뮤직뱅크                        | 특별진행    |                                                      |                                                                                            |
| 2013      | KBS2     | VJ특공대                        | 출연        | 2013년 2월 1일                                       | 650회 <전격 공개! 상위 2% 천재들의 모임 ‘멘사’ 大해부 - KBS 본사 아나운서실 근무하는 모습> |
| 2013      | KBS2     | 1 대 100                        | 참가자      | 2013년 7월 2일                                       | 100인 도전자, - 300회 특집                                                                 |
| 2013      | KBS2     | 비바! K리그                     | MC          | 2013년 4월 14일~2013년 12월 1일                      | [ 4 ]                                                                                      |
| KBS1      | KBS2     | 걸어서 세계속으로               | 내레이션    |                                                      |                                                                                            |
| 2013~2014 | KBS2     | 가족의 품격 풀하우스            | MC          | 2013년 8월 2일 ~ 2014년 2월 7일                      | 이정민 前 아나운서의 출산 휴가로 인한 대신 약 6개월 간 진행                                |
| 2014      | KBS1     | KBS 스포츠 9                    | 앵커        | 2014년 3월 3일~2014년 12월 30일                      | 평일                                                                                       |
| 2022      | KBS1     | KBS 스포츠 9                    | 임시 진행   | 2022년 2월 15일~2022년 2월 18일                      |                                                                                            |
| 2014      | KBS2     | 2014 프로야구 골든글러브 시상식 | 특별진행    | 2014년 12월 9일                                      | 이광용 前 아나운서와 같이 진행                                                             |
| 2014      | KBS2     | 해피 투게더 시즌 3              | 출연        | 2014년 7월 31일                                      | 357회                                                                                      |
| 2014      | KBS2     | KBS 연예대상                    | 출연        | 2014년 12월 27일                                     |                                                                                            |
| 2015      | KBS2     | KBS 연예대상                    | 출연        | 2015년 12월 26일                                     |                                                                                            |
| 2015      | KBS2     | 2TV 아침                        | 패널        |                                                      |                                                                                            |
| 2015      | KBS1     | TV쇼 진품명품                   | 출연        | 2015년 5월 31일                                      | (1,001회 쇼감정단)                                                                         |
| 2021      | KBS1     | TV쇼 진품명품                   | 출연        | 2021년 1월 10일                                      | (1257회 쇼감정단 - 우승 및 장원)                                                           |
| 2015      | KBS1     | 전국노래자랑                    | 특별진행    | 2015년 12월 27일                                     | (연말 결선) - 진행자 (코미디언 송해 선생님)과 같이 공동 진행                               |
| 2015~2016 | KBS2     | 비타민 (KBS)                    | MC          | 2015년 5월 6일~2016년 10월 27일                      | 2인 MC(이휘재 배우과 같이 공동 진행) 복귀                                                  |
| 2015      | KBS2     | TOP밴드 3                       | MC          | 2015년 10월 3일 ~ 12월 11일                          |                                                                                            |
| 2016      | KBS1     | 안녕 우리말                     | 출연        | 6월 6일~6월 10일                                     | 25회                                                                                       |
| 2016~2018 | KBS2     | 연예가중계                      | MC          | 2016년 3월 12일~2018년 6월 8일                       | [ 5 ]                                                                                      |
| 2019      | KBS2     | 연예가중계                      | 출연        | 2019년 3월 8일                                       | ,1753회 정지원 아나운서 결혼 발표!                                                         |
| 2019      | KBS2     | 연예가중계                      | 출연        | 2019년 4월 12일                                      | 1757회 [연예가 핫클릭] 4월의 신부 정지원 아나운서 인터뷰!                                  |
| 2016      | KBS2     | VJ특공대                        | 임시진행    | 2016년 7월 29일~2016년 8월 26일                      | [ 7 ]                                                                                      |
| 2016      | KBS2     | 태양의 후예                     | 특별출연    |                                                      |                                                                                            |
| 2017~2018 | KBS2     | 여유만만                        | 패널        |                                                      |                                                                                            |
| 2017~2018 | KBS1     | 문화의 향기                     | MC          | 2017년 4월 12일~2018년 2월 28일                      |                                                                                            |
| 2018      | KBS1     | KBS 930 뉴스                    | 임시진행    | 2018년 3월 31일                                      | 토요일                                                                                     |
| 2014      | KBS1     | KBS 뉴스광장                    | 현지 멘트   | 2014년 2월 8일                                       | 특집뉴스편 소치 올림픽 현지 연결                                                           |
| 2018      | KBS1     | KBS 뉴스광장                    | 앵커        | 2018년 3월 10일~2019년 11월 23일                     | 토요일                                                                                     |
| 2018~2019 | KBS2     | 생방송 아침이 좋다              | MC          | 2018년 5월 28일~2019년 1월 25일                      |                                                                                            |
| 2019      | KBS1     | KBS 뉴스 5                      | 임시진행    | 2019년 3월 4일                                       |                                                                                            |
| 2019      | KBS1     | KBS 주말 휴일 뉴스              | 앵커        |                                                      | 일요일                                                                                     |
| 2019      | KBS2     | 그녀들의 여유만만               | MC          |                                                      |                                                                                            |
| 2020      | KBS1     | TV비평 시청자데스크             | 임시 패널   |                                                      | 클로즈업TV                                                                                 |
| 2013      | KBS2     | KBS 아침뉴스타임                | 주요 소식   | 2023년 8월 23일 9월 6일 9월 20일 9월 25일 , 9월 27일 | 연예수첩 코너 에 소식 나왔음                                                               |
| 2020      | KBS2     | KBS 아침뉴스타임                | 임시진행    | 2020년 12월 7일~2020년 12월 11일                     | 단독 임시진행(여자)                                                                        |
| 2023~     | KBS2     | KBS 아침뉴스타임                | 진행(단독)  | 2023년 5월 1일~                                      | [ 10 ]                                                                                     |
| 2021      | KBS2     | 굿모닝 대한민국 라이브          | 임시진행    |                                                      | 2021년 기준                                                                                |
| 2021~2022 | KBS2     | 2TV 생생정보                    | 진행        | 2021년 3월 8일~2022년 8월 26일                       |                                                                                            |
| 2023~     | KBS2     | 2TV 생생정보                    | 내레이션    |                                                      |                                                                                            |
| 2022      | KBS2     | 영화가 좋다                     | 임시진행    | 2월 12일                                             |                                                                                            |
| 2023      | KBS1     | KBS 뉴스 12                     | 임시진행    | 2023년 4월 10일~2023년 4월 14일                      |                                                                                            |
| 2024      | KBS1     | KBS 뉴스 12                     | 임시진행    | 2024년 10월 16일 ~ 10월 18일 2024년 11월 26일        |                                                                                            |
| 2023~2024 | KBS1     | 남북의 창                       | 진행        | 2023년 5월 6일~2024년 5월 4일                        |                                                                                            |
| 2023      | KBS1     | KBS 뉴스특보                    | 특별앵커    | 8월 1일                                              | 오전 11시 방송분                                                                           |
| 2023      | KBS1     | KBS 뉴스특보                    | 특별앵커    | 8월 7일                                              | 오전 11시 방송분                                                                           |
| 2023      | KBS1     | 아침마당                        | 특집 참가자 | 9월 13일                                             | 9477회<도전!꿈의 무대 특집 - KBS 스포츠 캐스터 노래자 >랑                                  |
| 2024      | KBS1     | KBS 뉴스 (오후 5시, 저녁 7시)   | 임시진행    | 2024년 8월 31일                                      | 토요일                                                                                     |

### 라디오
| 연도      | 방송사                  | 제목                            | 담당 | 비고 |
| --------- | ----------------------- | ------------------------------- | ---- | ---- |
| 2013~2014 | KBS 쿨FM                | 더 가까이                       | DJ   |      |
| 2013~2015 | KBS 1라디오             | 생방송 토요일.일요일 아침입니다 | DJ   |      |
| 2025~     | KBS 한민족방송, KBS 1FM | 국악의 향기                     | DJ   |      |

## 수상
- 2006년 제20회 월드미스유니버시티(World Miss University: 세계대학생 평화봉사사절단) 한국대표 선발대회에서 '체'상 수상